# Mike Robertson
Mike Robertson (Edmonton, 26 febbraio 1985) è un ex snowboarder canadese.

## Palmarès

### Olimpiadi
- Argento a Vancouver 2010 nello snowboard cross.